# یونیون سیتی (تنسی)
یونیون سیتی(به انگلیسی: Union City) شهری در ایالت کشور ایالات متحده آمریکا است که جمعیت آن در سرشماری سال ۲۰۱۰ میلادی، ۱۰٬۸۹۵ نفر بوده‌است.